# Mount Ayalu
Ajälu Tärara  (jiný přepis:  Ajelu Terara; anglicky Mount Ayalu) je neaktivní stratovulkán, pokrytý vegetací, nacházející se v Danakilské proláklině v Etiopii, severně od sopky Adwa. Stavba sopky je tvořena převážně ryolitovými lávami. Jejich viskozita je příčinou výsledného tvaru sopky. Jediný důkaz aktivity v nedávné době jsou hydrotermální prameny, lokalizované na západních svazích sopky.